# Ercom
Ercom est une entreprise française créée en 1986, spécialisée dans la sécurité numérique. Le siège de l'entreprise est situé à Vélizy-Villacoublay dans les Yvelines. Elle est rachetée début 2019 par Thales.

## Historique
Cyril Autant est le PDG d'Ercom,.
D'abord installée à Meudon-la-Forêt, l'entreprise déménage son siège social à Vélizy-Villacoublay. La société est composée de 25 personnes en 2005, 120 en 2013, 160 en 2015 et 200 en 2018, dont 190 en France, génère 45 millions d'euro de CA en 2016. Ercom possède des bureaux en France (2009) à Marseille, Lyon et Paris et à Chicago (2012) ainsi qu'une présence en Chine (depuis 2011).
La société connaît d'importantes difficultés en 2015 en raison de la disparition d'Alcatel. Elle est sauvée de la faillite par certains actionnaires, parmi lesquels BPI France et Engie Ineo, ou Tempocap, gérant de fortunes familiales. Suneris Solution, filiale d'Ercom créée en avril 2015, est spécialisée dans les technologies de surveillance,,. Cette société a fourni, notamment à l'Égypte, des outils permettant d'intercepter les appels téléphoniques et les SMS et de surveiller le trafic Internet, dans un cadre légal et régulé.
Après l’Élysée et le ministère des Affaires étrangères[réf. souhaitée], l'entreprise équipe en 2016 la Direction interarmées des réseaux d'infrastructure et des systèmes d'information du ministère de la défense de sa solution Cryptopass. L'entreprise propose une solution de sécurisation de terminaux mobile en partenariat avec Samsung, Cryptosmart, labellisée par l'ANSSI. L'Imprimerie nationale adopte la solution de travail collaboratif Cryptobox.

## Activités

### Interception de données et surveillance
Ercom développe des logiciels d'interception de données et de surveillance, notamment au travers d'un intercepteur wifi et d'un cheval de Troie.

### Protection de données
Ercom vend ses prestations dans la simulation et la mesure de performance des réseaux de télécommunication, en particulier sur le chiffrement de bout en bout.
La société vend des produits — Cryptosmart, Citadel Team et Cryptobox, — pour sécuriser les communications, les données et les terminaux de ses clients, comme l’Élysée, le Ministère des Armées et des entreprises du CAC 40.

## Critiques

### Matériel de surveillance vendu à des régimes autoritaires
Les sociétés Ercom et Suneris fournissent en 2015 du matériel de surveillance au régime autoritaire égyptien,,. Selon Télérama, la filiale Suneris a été créée pour « faire disparaître le nom d’Ercom des marchés les plus inflammables » et travaille « sur des systèmes de surveillance de masse écoulés à l’étranger : en Côte d’Ivoire, au Mali, au Gabon, au Bahreïn, en Arabie saoudite ».

### Logiciel espion en France
Selon L'Express, le gouvernement français s'est doté d'un logiciel espion avec le concours de la société Ercom, qui bénéficie en 2013 du soutien de la Banque publique d'investissement et d'une levée de fonds de 18 millions d'euros en 2011,.

### Proximité avec la DGSE
Ercom et Suneris ont bénéficié de relations privilégiées avec la Direction générale de la Sécurité extérieure, relations qui génèrent cependant en 2018 une crise à la tête de l'entreprise.